# Diak

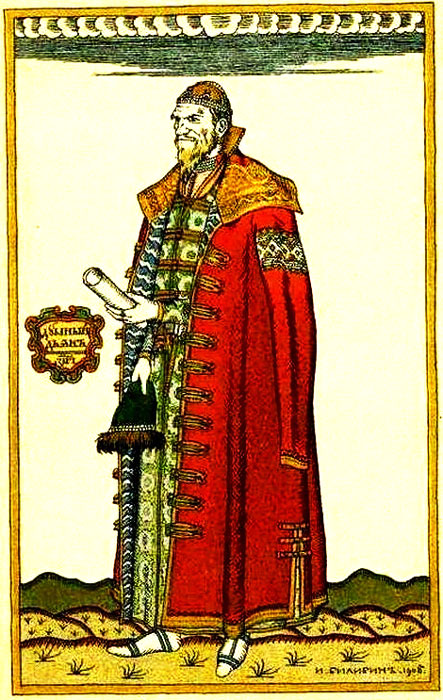
Diak, como personaje de la ópera Borís Godunov

Un diak (ruso: дьяк, arcaico: diak, диак) es una ocupación burocrática rusa que correspondería a "jefe de departamento" en una oficina hasta el siglo XVIII.

## Antecedentes históricos

### Origen
Originalmente. entre los siglos XIII y XIV  era un sirviente del príncipe, muchas veces en calidad de siervo, ocupándose de su tesorería y sus asuntos, y ya entrado el siglo XIV, la palabra diak se convirtió en sinónimo de escribiente. El enfrentamiento entre el poder real y los boyardos, significó el ascenso de los diaks en la administración, ya que eran utilizados por el zar para limitar el poder de la nobleza. Esto se pone de manifiesto en la Compilación Legislativa de 1497 de Iván Vasílevich, básica para el fortalecimiento del Principado de Moscú como estado centralizado.

### Auge
En el siglo XVI, los diaks jugaron un papel fundamental en la vertebración de todas las administraciones excepto la militar. Los niveles inferiores con funciones de escribiente se separaron, denominándose Podiachie. Con la formación de los Zemstvos por parte de Iván IV de Rusia, aparecen los "diaks del zemtsvo", con lo que los diaks llegan a su máximo esplendor con su participación en la Duma Imperial de Rusia. Los diaks llegaron a ejercer la jefatura de los cuatro prikaz más importantes: básico, embajadas, estado y Palacio de Kazán. En el siglo XVII, con la oposición acérrima de los boyardos, si bien no era el estamento más prominente, si era el más poderoso, a veces incluso más que los boyardos. A finales de siglo, el Principado de Moscú tenía unos 100 a su servicio.

### Declive
Los puestos ocupados por los diaks, gradualmente empezaron a convertirse en cargos hereditarios. En la segunda mitad del siglo XVII se inició el declive de los diaks, como consecuencia fue la victoria del principio de administración burocrática.

## Funciones
Un diak era el título de jefe de una división estructural de un prikaz. Por ejemplo, "посольский дьяк" (posolski diak) es un diak del Posolski Prikaz (Departamento de Diplomacia). Un dumny diak (думный дьяк) era el rango inferior en la Duma Imperial de Rusia (siglos XV-XVII).
Tuvieron un papel fundamental en la formación del estado autocrático, que unieron el poder real, la pequeña nobleza local y la administración dirigida por los diaks contra el poder de los boyardos.
Dejando a un lado la gran administración principesca los diaks se encontraban también en las administraciones nobiliarias de los boyardos, las urbanas y en las eclesiásticas episcopales entre otras, particularmente en Nóvgorod. 

### Diakeclesiástico
En este sentido pueden ser más ampliamente definidos como secretarios o clérigos administrativos no ordenados. De acuerdo con la "Vida" del arzobispo Iona de Nóvgorod (arzobispo de Nóvgorod entre 1458-1470), aunque él era huérfano, la mujer que lo crio contrató a un diak para que le enseñara a leer y escribir. Las fuentes de la crónica también indican que el arzobispo Feofil (arzobispo de 1470 a 1480) lo hizo escribir a su diak un texto reconociendo los poderes del Gran Príncipe Iván III de Moscú debido a la toma de la ciudad por éste.
Después de la victoria moscovita, la oficina del diak continuó como uno de los más importantes administradores de la "Casa de la Santa Sabiduría", como era conocida la administración del arzobispo (más tarde metropolitano) de Nóvgorod.  El dvortsovyi diak administraba esencialmente los asuntos financieros y administrativos de los arzobispos y metropolitanos (eran tan importantes que Borís Grékov escribió que uno no podía beber kvas en la ciudad sin su permiso. Esto, de todos modos, fue tras la conquista moscovita. La administración de los diaks fue respetada por la administración del Gran Príncipe en Moscú. De hecho cuando el arzobispo Serguéi (1483-1484) llegó a Nóvgorod después de su elección, le acompañaba un diak y un tesorero para ver si la administración del arzobispo cumplía las normas moscovitas.

### Pevchi diak
Como nota singular, cabe destacar a los pevchi diak (ruso: певчий дьяк), denominación histórica rusa para los cantantes del zar o en coros de iglesia de altos jerarcas (arzobispo, obispos, metropolitanos). El título fue abolido por las reformas de Pedro el Grande en 1720.